# Corrigan (Texas)
Corrigan es un pueblo ubicado en el condado de Polk en el estado estadounidense de Texas. En el Censo de 2010 tenía una población de 1.595 habitantes y una densidad poblacional de 268,22 personas por km².

## Geografía
Corrigan se encuentra ubicado en las coordenadas 30°59′56″N 94°49′39″O / 30.99889, -94.82750. Según la Oficina del Censo de los Estados Unidos, Corrigan tiene una superficie total de 5.95 km², de la cual 5.95 km² corresponden a tierra firme y (0%) 0 km² es agua.

## Demografía
Según el censo de 2010, había 1.595 personas residiendo en Corrigan. La densidad de población era de 268,22 hab./km². De los 1.595 habitantes, Corrigan estaba compuesto por el 40.82% blancos, el 42.19% eran afroamericanos, el 0.06% eran amerindios, el 0.19% eran asiáticos, el 0% eran isleños del Pacífico, el 15.11% eran de otras razas y el 1.63% pertenecían a dos o más razas. Del total de la población el 22.63% eran hispanos o latinos de cualquier raza.